# Atomfysik
Atomfysik forveksles eller sammenblandes ofte med kernefysik (se dette).
Atomfysik er den gren af fysikken der beskæftiger sig med atomet, dets energiniveauer og vekselvirkning med elektromagnetisk stråling. Den er det første eksempel på en kvantemekanisk beskrivelse af naturen.
Vigtigt inden for atomfysik er forståelsen af de forskellige grundstoffers elektronstruktur og det periodiske system. Endvidere at beskrive spektrene (de præcise farver i lyset fra atomer) hvilket i dag er gjort med overordentlig stor nøjagtighed og detalje.
Det enkleste atom, brintatomet, var det første der blev beskrevet, og er også det der beskrevet matematisk mest udtømmende. Beskrivelsen af atomer med mere end én elektron kræver approksimative matematiske metoder, men kan gøres numerisk meget præcist.
Atomfysik overlapper på visse områder med kemi. Se også molekylfysik.
Forholdene inde i atomets kerne beskrives ikke af atomfysikken, men af kernefysik.